# Ruislip (stanice metra v Londýně)
Ruislip je stanice metra v Londýně, otevřená roku 1904. V letech 1910-1933 se stanice nacházela na District Line. Dnes se nachází na dvou linkách:
- Metropolitan Line a Piccadilly Line (mezi stanicemi Ickenham a Ruislip Manor)

| Rok  | Počet cestujících |
| ---- | ----------------- |
| 2011 | 1,57 mil          |
| 2012 | 1,62 mil          |
| 2013 | 1,71 mil          |
| 2014 | 1,90 mil          |